# Вільгельм Коппе
Карл Генріх Вільгельм Коппе (нім. Karl Heinrich Wilhelm Koppe; 15 червня 1896, Гільдесгайм — 2 липня 1975, Бонн) — німецький офіцер, один з керівників окупаційного режиму в Польщі, обергруппенфюрер СС і генерал поліції (30 січня 1942 роки), генерал військ СС (1 липня 1944 року).

## Біографія

### Освіта і служба в армії
Вільгельм Коппе народився в родині судового виконавця. Відвідував вищі школи в Штольценау на Везері, в Гарбурзі і Вільгельмсбурзі. Здобув освіту торгового працівника. Після закінчення школи пішов добровольцем на фронти Першої світової війни. Воював на Західному фронті. У грудні 1916 року надано звання лейтенант. Після демобілізації в кінці 1919 року заснував власну торгову справу, займався оптовою торгівлею кавою і шоколадом у Гамбурзі.

### Кар'єра в СС
1 вересня 1930 року вступив у НСДАП (квиток № 305 584), в 1931 році — в СА, 2 січня 1932 року — в СС (посвідчення № 25 955), отримав чин труппфюрера. З 1 вересня 1932 року — керівник 17-го штандарта СС. 12 листопада 1933 року обраний депутатом Рейхстагу від Везер-Емса. З кінця 1933 року по жовтень 1935 року — керівник 26-го абшніта СС в Данцигу. З 13 вересня 1936 року — інспектор поліції безпеки і СД в районі Ельба (штаб-квартира — Дрезден).

### Вищий керівник СС і поліції
Після Польської кампанії було утворено рейхсгау «Вартеланд» з центром в Позені, а Коппе 26 жовтня 1939 року призначений там вищим керівником СС і поліції. Керував масовим виселенням поляків з Вартенланда на територію генерал-губернаторства, а також євреїв в гетто і концентраційні табори. Був головним ініціатором створення концтабору Хелмно, де було знищено 320 тисяч чоловік. Очолив знищення єврейських гетто на території Вартенланда.
9 листопада 1943 року Коппе був призначений вищим керівником СС і поліції в генерал-губернаторстві. На цій посаді був одним з головних організаторів нацистського терору. У самому кінці війни, 20 квітня 1945 року, був призначений вищим керівником СС і поліції «Південь» зі штаб-квартирою в Мюнхені.

### Післявоєнна кар'єра
Після закінчення війни в 1945 році Коппе зник. Потім, взявши дошлюбне прізвище своєї дружини (Ломан), продовжував займатися в ФРН підприємницькою діяльністю і був комерційним директором великої шоколадної фабрики в Бонні.

### Звільнення від відповідальності
У 1960 році був ідентифікований і заарештований, але потім звільнений 19 квітня 1962 року за заставу в 30 тисяч дойчмарок. У 1964 році в Бонні над ним почався судовий процес. Коппе звинувачувався в пособництві вбивству 145 тисяч осіб. Однак потім судовий розгляд було відкладено у зв'язку з його поганим здоров'ям. У 1966 році суд Бонна ухвалив справу проти Коппе припинити, а самого його звільнити за станом здоров'я.
На прохання Польщі про видачу Коппе уряд ФРН відповів відмовою.

## Нагороди
- Залізний хрест 2-го і 1-го класу
- Хрест «За військові заслуги» (Мекленбург-Шверін) 2-го класу
- Нагрудний знак «За поранення» в сріблі
- Почесний кут старих бійців
- Почесний хрест ветерана війни з мечами
- Кільце «Мертва голова»
- Почесна шпага рейхсфюрера СС
- Медаль «У пам'ять 13 березня 1938 року»
- Медаль «У пам'ять 1 жовтня 1938»
- Медаль «За вислугу років у НСДАП» в бронзі (10 років)
- Медаль «За вислугу років у СС» 4-го, 3-го і 2-го класу (12 років)
- Хрест Воєнних заслуг 2-го і 1-го класу з мечами
- Застібка до Залізного хреста 2-го і 1-го класу
- Почесний знак рейхсгау Вартерланд
- Золотий партійний знак НСДАП (30 січня 1943)